# Pugled pri Karlovici
Pugled pri Karlovici – wieś w Słowenii, w gminie Ribnica. W 2018 roku liczyła 6 mieszkańców.